# Camila Rebelo
Camila Rodrigues Rebelo , née le 3 février 2003 à Vila Nova de Poiares, est une nageuse portugaise, spécialiste des épreuves de dos.

## Carrière
Aux Jeux méditerranéens de 2022, elle remporte deux médailles d'or en établissant sur 100 m dos un nouveau record du Portugal avec un temps de 1 min 0 s 52.
Elle participe à l'Universiade d'été reportée en 2023 où elle remporte deux médailles d'argent sur 100 m et 200 m dos. Elle enchaine avec les Championnats du monde sans pouvoir atteindre aucune demi-finale.
En février 2024, elle participe aux Championnats du monde en grand bassin et, si elle ne sort pas des séries du 200 m dos, elle atteint la demi-finale du 100 m dos mais échoue à se qualifier pour la finale pour 23 centièmes. En juin 2024, elle ajoute à son palmarès une médaille d'or aux championnats d’Europe, en individuel sur 200 m dos avec en finale un nouveau record national de l'épreuve, synonyme aussi de minima pour les Natation aux Jeux olympiques d'été de 2024.

## Palmarès

### Jeux Méditerranéens
- Jeux Méditerranéens de 2022 à Oran ( Algérie) :
  -  Médaille d'or du 100 m dos
  -  Médaille d'or du 200 m dos

### Universiade
- Universiade d'été de 2021 à Chengdu ( Chine) :
  -  Médaille d'or du 100 m dos
  -  Médaille d'or du 200 m dos

### Championnats d'Europe
- Championnats d'Europe 2024 à Belgrade ( Serbie) :
  -  Médaille d'or du 200 m dos